# 比较基因组杂交
比较基因组杂交（英語：Comparative genomic hybridization，CGH）是一种分子细胞遗传学方法，在不培养细胞的情况下，分析相对于参照样品，测试样品的DNA中拷贝数变异（CNV）的多倍性程度。其目的是快速有效地比较两个来源的两组DNA样本，这两组DNA通常是密切相关的，因为两者在整个染色体或亚染色体区域（整个染色体的一部分）上都可能有获得或丢失。该技术最初是为了评估实体瘤和正常组织的染色体互补差异而开发的，相比更传统的Giemsa显带技术和荧光原位杂交技术（FISH）（受限于所使用的显微镜分辨率），它的分辨率提高到了5-10Mb。
这项技术是通过竞争性荧光原位杂交实现的。简言之，从待比较的两个样品（通常是测试和参照样品）中分离DNA，用不同颜色（通常是红色和绿色）的荧光团（荧光分子）分别标记两组DNA样品， 变性DNA使其成为单链，再将两组的1：1混合物与正常中期染色体进行杂交，并且结合在原位。然后使用荧光显微镜和计算机软件，纵向比较杂交染色体荧光信号的着色差异，以鉴别两组的染色体差异。杂交染色体特定区域中的测试样品颜色较强，表示测试样品中该区域有获得，而参照样品颜色较强表示测试样品中有丢失。中性色（黄色，当同时标记红色和绿色）则表示两个样品在该区域没有差异。
CGH只能检测不平衡的染色体异常，这是因为平衡的染色体异常（例如易位、倒位或环状染色体）不影响拷贝数。不过CGH确实能够在单次测试中探测全部46条人类染色体，并且可以发现缺失和重复，甚至在微观尺度上，可以再用其他细胞学技术进一步鉴定候选基因。
通过结合CGH技术和DNA微阵列，已经开发出更特效的阵列CGH（aCGH），它可以逐点检测CNV，分辨率精确到100kb（千碱基）。这种改进的技术可以发现已知和未知的致病位点。

## 历史
发展CGH的动机：显微镜限制了当时可用的细胞遗传学分析技术（G显带和FISH）的分辨率。此外G显带解释模糊，准确性偏低，而且这两种技术都需要投入大量人力，这就对可检查位点造成了限制。
CGH分析的第一份报告出自Kallioniemi及其同事（1992年，加利福尼亚大学旧金山分校），内容关于实体肿瘤。他们将该技术直接应用于[乳腺癌]]细胞系和原发性膀胱肿瘤，建立完整的细胞拷贝数核型，识别出了16个不同的扩增区域，其中许多是新发现的。
不久之后，在1993年，du Manoir等人用几乎相同的方法，在DNA文库用不同比例的两种荧光团绘制了一系列单独的人类染色体，以此来测试该技术，并将CGH应用于唐氏综合症、T细胞幼淋巴细胞性白血病或肾乳头状癌患者的基因组DNA。结果所得的荧光比率是准确的，并且可检测到来自不同细胞类型的基因组DNA之间的差异，因此CGH是非常有效的细胞遗传学分析工具。
最初难以推广CGH技术，因为实验设计不统一而彼此不一致，特别是数据的解释不确定。然而1994年发表的一篇综述详细描述了一个易于理解的实验设计，并且图像分析软件可以商业化，这使得CGH在世界各地得到应用。随着显微切割和简并寡核苷酸引物聚合酶链式反应（DOP-PCR）等新技术用于生成DNA产物，而有可能将CGH应用于更小的染色体异常，从而提高CGH的分辨率。
1997年，Solinas-Tolodo等人开创了阵列CGH，使用DNA微阵列代替传统的中期染色体制剂，来分析肿瘤细胞。1998年，Pinkel等人则用其来分析乳腺癌细胞。以上都是借助人类基因组计划实现的，该计划创造了一个DNA克隆片段文库，包括整个人类基因组的已知位点，而这些片段被用作DNA微阵列上的探针。现在各种来源的探针，如cDNA、基因组PCR产物和细菌人工染色体（BACs）可用于DNA微阵列，总计可达200万个探针。阵列CGH是自动化的，因为探针远小于中期染色体，所以比传统CGH有更高的分辨率（精确至100kb），需要的DNA数量较小，还可以根据需要定位到特定的染色体区域，甚至可以定制，因此分析速度更快，更适用于诊断。

## 基本方法

### 中期载玻片制备
从核型正常的男性或女性获得参照样品DNA，置于载玻片上，优先使用女性DNA，因为它们具有两条X染色體，其含有比男性Y染色体更多的遗传信息。使用植物血凝素刺激外周血中的淋巴细胞。将1ml肝素化血液加入10ml培养基中，并在37℃、5%CO2环境下培养72小时。加入秋水仙碱中止细胞的有丝分裂，然后分离出细胞并用低渗氯化钾处理，固定在3：1的甲醇/乙酸中。
然后将一滴细胞悬浮液从约30cm的高度滴到用乙醇清洁过的载玻片上，最佳条件为室温、湿度60～70%。使用相差显微镜可视化地评估载玻片，应观察到最小的细胞质，染色体不能重叠，应该为400-550个条带，并且没有分离的染色单体，最后应显示为深色而不具有光泽。之后将载玻片在室温空气下过夜干燥，再以四个为一组储存在-20℃下，并用二氧化硅珠或氮以保持干燥。应测试不同的供体，因为杂交是可变的。可以使用市售的载玻片，但始终应先进行测试。

### 从测试组织和参照组织中分离DNA
用标准苯酚萃取物从测试或参照（核型正常个体）组织提取DNA，其需要三羟甲基氨基甲烷-乙二胺四乙酸（TE）和苯酚与等量的DNA水溶液的混合。然后通过搅拌和离心来分离混合液，之后除去水层并用乙醚进一步处理，最后用乙醇沉淀浓缩DNA。
也可以使用基于亲和层析柱的商品DNA分离试剂盒来完成。
最优的是从新鲜或冷冻组织中提取DNA，因为这样的质量最高，不过只要遵照适当的程序，现在也可以使用福尔马林固定或石蜡包埋的库存样品。对于CGH实验，0.5-1μg的DNA就足够了，如果量不够，可以使用DOP-PCR来扩增DNA，但是在这种情况下，需要同时扩增测试和参照样品以提高准确性。

### DNA标记
用缺口转译标记DNA，切割DNA，并用荧光团（直接标记）、生物素或氧化苦苷标记的核苷酸替代后加入的缀合荧光团的抗体（间接标记）。随后重要的一步是通过凝胶电泳检查测试和参照DNA片段的长度，500kb-1500kb是最佳杂交范围。

### 阻断
添加未标记的Life Technologies Corporation的Cot-1DNA®（富含长度为50bp-100bp的重复序列的胎盘DNA）以阻断正常的DNA序列重复，特别是在着丝粒和端粒，因为如果检测到这些序列，可能会降低荧光比率和漏测获得或丢失。

### 杂交
将8-12μl标记测试DNA和等量的标记参照DNA混合，加入40μg Cot-1DNA®，然后沉淀，随后溶于6μl杂交混合液中，其含有50%甲酰胺（降低DNA解链温度）和10%硫酸葡聚糖（增加pH7.0的标准枸橼酸盐水（SSC）溶液中的有效探针浓度）。
分别进行载玻片和探针的变性。将载玻片在72℃的70%甲酰胺/2×SSC中浸没5-10分钟，同时80℃水浴探针10分钟，并立即加入中期载玻片制备中。然后用盖玻片覆盖该反应，放置在40℃的潮湿房中2至4天。
然后除去盖玻片并给予多次5分钟的洗涤，3次使用室温的2xSSC，1次使用45℃的0.1xSSC，1次使用室温的TNT。随后预反应10分钟，再进行60分钟、37℃温育，用TNT洗涤3次，每次5分钟，之后用室温的2×SSC洗涤1次。最后依次使用70%、96%、100%的乙醇干燥载玻片，再用DAPI（0.35μg/ml）复染，用于染色体鉴定，并用盖玻片密封。

### 荧光可视化和成像
可视化需要：装备针对DAPI染色的合适滤光镜的荧光显微镜，以及使用两种荧光团，并且这些滤光镜（例如窄带滤光镜）还应最小化荧光团之间的串扰。显微镜必须提供均匀照度而且没有色度变化，可以适当校准并具有复消色差的平面物镜，放大倍数为x63或x100。
使用至少0.1μm空间分辨率的相机记录图像，像素至少600x600。相机还必须能够融合至少5到10秒的图像，其最小光度分辨率为8bit。
可用市售的专门CGH软件处理图像，需要减去背景噪声，去除和分割非染色体来源的内容，使荧光比率标准化，进行交互式核型分析和缩放染色体至标准长度。通过平均多个高质量中期染色体的比率生成了—呈现缺失或扩增的染色体区域的“相对拷贝数核型”，并沿着染色体模式图（基于显带模式识别染色体）绘制它们。使用固定或统计阈值（置信区间）对比率概况进行解释，当95%的荧光比率不包含1.0时，认为有获得或丢失。

### 额外说明
必须特别注意避免DNA的污染，特别是测试DNA，因为污染了正常DNA会使结果偏向而接近1.0，由此可能会检测不到异常。可以使用FISH、PCR和流式细胞计量术来验证结果。

## 阵列比较基因组杂交
阵列比较基因组杂交（基于微阵列的比较基因组杂交，矩阵CGH，阵列CGH，aCGH）是一种分子细胞遗传学技术，能在基因组范围内高分辨率地检测染色体的拷贝数变化。阵列CGH将患者的基因组与参照基因组进行比较，鉴定两个基因组之间的差异，并利用与传统CGH相同的竞争性荧光原位杂交原理来定位患者基因组失衡的区域。
阵列CGH克服了传统CGH的主要缺点—低分辨率。在阵列CGH中，中期染色体被DNA克隆片段（+100-200kb）取代，其中确切的染色体位点是已知的。这样可以更详细地检测畸变，而且可以将变化直接映射到基因组序列上。
阵列CGH已被证明是一种特异、灵敏、快速和高通量的技术，与其他分析DNA拷贝数变化的方法相比具有相当大的优势，更适合应用于诊断。使用这种方法，可以检测到5-10kb水平的拷贝数变化。截至2006年，高分辨率CGH（HR-CGH）阵列能以200 bp的分辨率准确检测结构变异（SV）。该方法能够识别新的复发性染色体变化，例如由于染色体畸变导致的癌症和先天性缺陷的微缺失和重复。

阵列CGH实验设计（圖1）

### 方法
阵列CGH基于与传统CGH相同的原理。在这两种技术中，用两种不同的荧光团对来自参照（或对照）样品的DNA和来自测试（或患者）样品的DNA进行差异标记，并用作与靶标核酸竞争性共杂交的探针。在传统CGH中，靶标是参照的中期染色体。在阵列CGH中，这些靶标可以是克隆在多种载体（如BACs或质粒）、cDNA或寡核苷酸中的基因组片段。
图1是阵列CGH技术的概略示意图。用红色荧光团（Cyanine 5）标记来自待测样品的DNA，用绿色荧光团（Cyanine 3）标记参照样品DNA。将等量的两种DNA样品混合并共杂交至含有数千个均匀间隔的DNA克隆片段或寡核苷酸的DNA微阵列（一式三份点样到阵列上）。杂交后，用数字成像系统捕获和量化每种杂交荧光团的相对荧光强度。得到的荧光强度比与测试和参照基因组中DNA序列的拷贝数比成比例。如果荧光染色体的强度在一个探针上相等，则认为患者基因组的该区域在测试和参照样品中具有等量的DNA；如果Cy3：Cy5比例发生改变，则表明该区域有丢失或获得。

### 阵列CGH的技术方法
阵列CGH是通过各种技术实现的，因此它的优缺点取决于所选择的技术。最初的方法是插入大片段的克隆DNA（例如BACs）产生阵列。BACs的使用提供了足够强烈的信号来检测单拷贝变化并准确定位畸变边界。然而分离的BACs克隆的初期DNA产量低，必需DNA扩增技术。这些技术包括连接介导的聚合酶链反应（PCR），使用一组或几组引物的简并引物PCR，以及滚环扩增。也可以使用cDNA构建阵列，这些阵列具有高空间分辨率，但cDNA的数量受到染色体上编码基因的限制，并且由于交叉杂交它们的灵敏度很低。这导致无法在全基因组范围检测单拷贝变化。最新的方法是用短寡核苷酸点样阵列。寡核苷酸的数量几乎是无限的，并且处理快速、经济有效和简单。尽管寡核苷酸不具有检测单拷贝变化的灵敏度，但是在染色体上彼此相邻的寡核苷酸的比率的平均值可以补偿降低的灵敏度。也可以使用具有重叠探针的阵列，以便揭示特定的断点。

### 设计方法
CGH应用的微阵列设计有两种：全基因组和靶向。
全基因组阵列设计覆盖整个人类基因组，通常包括在整个基因组中广泛覆盖的克隆，以及在基因组范围内具有连续覆盖的阵列。全基因组阵列主要用于研究，在发现基因方面有突出价值。它们以空前的分辨率筛选基因组的DNA获得和丢失，这也非常有价值。
针对基因组的特定区域设计靶向阵列，以评估该靶向区段。它可以研究特定染色体或染色体片段，或鉴定和评估具有疑似微缺失综合征或亚端粒重排的个体的特定DNA剂量异常。靶向微阵列在医疗实践中的关键目标是为不平衡的细胞遗传学异常的诊断、遗传咨询、预后和临床管理提供临床上有用的结果。

## 应用

### 传统
传统CGH主要用于鉴定肿瘤中反复丢失或获得的染色体区域，以及癌症的诊断和预后。该方法还可用于研究胎儿和新生儿基因组中的染色体畸变。此外，传统CGH可用于检测染色体异常，并已被证明可有效诊断与人类遗传疾病相关的复杂异常。

### 在癌症研究中

IMR32神经母细胞瘤细胞系的aCGH谱（圖2）

来自同一类型肿瘤的几项研究的CGH数据显示出一致的非随机遗传畸变模式。这些变化中的一些似乎对于各种恶性肿瘤是常见的，而其他变化则更具肿瘤特异性。例如，染色体区域lq、3q和8q的获得，以及8p、13q、16q和17p的丢失，对于许多类型的肿瘤是常见的，比如乳腺癌、卵巢癌、前列腺癌、肾癌和膀胱癌（图2）；其他改变，如睾丸癌的12p和Xp获得，膀胱癌的13q获得和9q丢失，肾癌的14q丢失以及卵巢癌的Xp丢失，它们更具特异性，这可能反映了不同器官癌症发展过程中独特的选择。阵列CGH也经常用于B细胞恶性肿瘤的研究和诊断，如慢性淋巴细胞白血病。

### 染色体畸变
猫叫综合征（CdC）是由5号染色体短臂的部分缺失引起的综合征。一些研究表明，传统CGH适用于检测缺失以及更复杂的染色体改变。例如，Levy等人在2002年报道了一个像猫一样哭泣（这是CdC的特点）的婴儿，但其核型模糊。CGH分析揭示染色体的5p15.3区段丢失，证实了临床诊断。这些结果表明，传统CGH是检测结构畸变的可靠技术，在特定情况下可以更有效地诊断复杂的异常。

### 阵列CGH
阵列CGH主要用于检测癌症中的基因组异常，不过它也适用于分析导致人类遗传疾病的DNA拷贝数异常。亦即阵列CGH用于揭示缺失、扩增、断点和倍性异常。早期诊断对患者有益，因为他们可能会接受合适的治疗和咨询以改善他们的预后。

#### 癌症的基因组异常
遗传改变和重排在癌症中经常发生并且促进其发生。通过阵列CGH检测这些畸变，提供了关于重要癌症基因位点的信息，在诊断、癌症分类和预后中具有临床价值，然而并非所有遗传物质的丢失都是致病的，因为一些DNA在免疫球蛋白亚基的重排过程中会有生理性的丢失。在最近的一项研究中，使用阵列CGH识别数个乳腺癌小鼠模型中的染色体畸变（拷贝数变异）区域，从而在myc诱导的肿瘤发生过程中鉴定出合作基因。
阵列CGH不仅可以发现癌症的染色体异常，还可以监测肿瘤的发展。一旦通过阵列CGH识别出异常，可以采用FISH区分转移性和轻度病变。

#### 亚微观畸变
Prader-Willi综合征（PWS）是一种涉及15q11-13的父系结构异常，而同一区域的母系畸变导致Angelman综合征（AS）。在这两种综合征中，大多数病例（75%）是PWS/AS关键区域3-5Mb缺失的结果。细胞遗传学或传统CGH无法检测到这些小的畸变，但阵列CGH可以轻松检测到。为了证明其原理，Vissers等人在2003年制造了具有1Mb分辨率的全基因组范围阵列，以筛查三名具有已知微缺失综合征（经FISH验证）的患者，其中一名患有PWS。在三名患者中容易发现1.5-2.9Mb的异常。由此证明阵列CGH是检测亚微观畸变的特效且敏感的方法。
当使用重叠微阵列时，还可以揭示染色体畸变中的断点。

#### 产前基因诊断
虽然阵列CGH尚未被广泛用作胚胎植入前的遗传筛查，但是它的概念正越来越普及。它可以检测卵子、精子或胚胎中的CNV和非整倍性，这些可能导致胚胎植入失败、流产或唐氏综合症（21三体综合征）等疾病。这使得阵列CGH成为一种有前途的工具，可以降低终身恶性疾病的发病率和提高体外受精的成功率。该技术涉及单细胞的全基因组扩增（用于阵列CGH）。它也可以用于携带染色体易位的夫妇，例如平衡的互易易位或罗伯逊易位，它们有可能在其后代中引起染色体失衡。

## CGH和阵列CGH的局限性
传统CGH的主要缺点是不能检测没有拷贝数变化的结构染色体畸变，例如镶嵌体、平衡染色体易位和倒位。CGH也只能检测倍性水平的获得和丢失。另外，具有短重复序列的染色体区域在个体之间变化很大，并且可能干扰CGH分析。因此，像着丝粒和端粒这样的重复DNA区域需要用未标记的重复DNA（例如Cot1-DNA）阻断或从筛选中省略。此外，传统CGH的分辨率是限制其临床应用的主要问题。尽管CGH已被证明是癌症和人类遗传疾病研究和诊断中有用且可靠的技术，但这些应用仅涉及严重异常。由于中期染色体的分辨率有限，使用传统CGH无法检测到小于5-10 Mb的畸变。检测这种异常需要高分辨率技术。阵列CGH突破了许多限制，它的特点在于高分辨率，这是相比传统CGH的主要优点。它的标准分辨率在1-5Mb之间，通过补充额外的克隆可以将其提高到40kb左右。然而与传统的CGH一样，阵列CGH的主要缺点是无法检测到不引起拷贝数变化的畸变，并且其检测镶嵌现象的能力有限。能检测到的镶嵌现象程度取决于克隆的灵敏度和空间分辨率。目前的检测极限是大约50%的细胞中的重排。为了检测这种异常，还必须采用其他技术，如SKY（光谱核型分析）或FISH。